# Kokvattenreaktor

Principen för en kokvattenreaktor

Kokvattenreaktor, BWR (engelska Boiling Water Reactor), är en kärnreaktor där vatten fungerar som moderator. Till skillnad från tryckvattenreaktorn bringas vattnet till kokning i reaktortanken och leds direkt till turbin- och generatoranläggningen.
Kokvattenreaktorn är världens näst vanligaste reaktortyp, där tryckvattenreaktorn är den vanligaste.

## Design

### Bränsle
Bränslet består huvudsakligen av uran, som anrikats till 3–5 procent 235U. I bränslehärden finns, beroende på reaktortyp, cirka 400 till 700 bränslepatroner, vardera bestående av en kvadrat med 8x8, 9x9 eller 10x10 bränslestavar på cirka 10 mm diameter.

### Kylmedel
Kylmedlet utgörs av vanligt vatten som hålls i ständig cirkulation av huvudcirkulationspumparna. Kylvattnet tillåts koka när det passerar genom reaktorhärden varvid cirka 20 procent förångas. I toppen av reaktorhärden finns fuktavskiljare som avskiljer ångan som strömmar direkt till turbinen. Efter att ha passerat turbinen kondenseras ångan i kondensorn och förs på nytt in i bränslehärden, som så kallat matarvatten. Den del av huvudcirkulationsflödet som inte förångats i härden (cirka 80 procent) blandas med matarvattnet och återförs, via fallspalten, till härdens inlopp.
Det finns även kokvattenreaktorer som använder tungt vatten som kylmedel, som Haldenreaktorn, en tidigare norsk forskningsreaktor, och Marviken, en svensk reaktor som aldrig färdigställdes.

### Moderator
235U kännetecknas av att det har hög benägenhet att klyvas av långsamma neutroner, men endast liten benägenhet att klyvas av snabba neutroner. Moderatorns uppgift i reaktorn är att bromsa (moderera) snabba neutroner till en "lagom" låg hastighet så att klyvningsprocessen kan ske med en tillräcklig intensitet. I kokvattenreaktorn, liksom i tryckvattenreaktorn, så har kylmedlet (vatten) uppgiften att både kyla bränslet samt moderera neutronerna. Detta är en fördel ur säkerhetssynpunkt, eftersom en kylmedelsförlust (till exempel genom ett rörbrott) också innebär att modereringen upphör varvid kärnklyvningen upphör.

### Reglering
Mellan varje bränslepatron finns utrymme för styrstavar för att reglera reaktorns effekt och forma effektbilden. Med huvudcirkulationsflödet regleras kylningen i reaktorn på så sätt att högre kylflöde ger lägre ånghalt och därmed bättre moderering och högre effekt. Men högre effekt ger också mer ånga varvid en jämvikt inställer sig. Reaktoreffekten kan därmed regleras med hjälp av huvudcirkulationspumparna. Kokvattenreaktorn behöver därför, till skillnad från tryckvattenreaktorn, inte använda bor löst i reaktorvattnet för att kontrollera effekten.

## Svenska kokvattenreaktorer
I Sverige har det uppförts nio kokvattenreaktorer, varav fem (Barsebäck 1 och 2, Oskarshamn 1 och 2 och Ringhals 1) har stängts av permanent och är under avveckling. De fyra övriga är Forsmark 1,2,3 och Oskarshamn 3. 
Samtliga kokarreaktorer i Sverige har levererats av AB ASEA-Atom, liksom de två kokvattenreaktorerna Olkiluouto 1 och 2 i Finland.